# Leucosyke caudata
Leucosyke caudata är en nässelväxtart som beskrevs av Unruh. Leucosyke caudata ingår i släktet Leucosyke och familjen nässelväxter. Inga underarter finns listade i Catalogue of Life.